# Ch'p (personaje)
Ch'p es un superhéroe ficticio que aparece en los cómics estadounidenses publicados por DC Comics. Es miembro del Green Lantern Corps en el Universo DC Comics. Un extraterrestre, se parece a un roedor antropomórfico, como una ardilla o una ardilla listada.
Diego Luna le dará voz al personaje en la película animada DC League of Super-Pets (2022).

## Historial de publicaciones
Ch'p apareció por primera vez en Green Lantern #148 (enero de 1982) y fue creado por el escritor Paul Kupperberg y el artista Don Newton.

## Biografía ficticia
La historia temprana de Ch'p se cuenta en Green Lantern Corps #203. Nativo del planeta H'lven, participó en la defensa de su mundo natal de una invasión del ejército Crabster del Doctor Ub'x. Fue capturado y sentenciado a muerte, pero uno de los Guardianes del Universo llegó en secreto para incorporarlo al Cuerpo con el anillo de poder de su predecesor, que había caído intentando detener la invasión. Usando el anillo, Ch'p pudo derrotar al Doctor Ub'x y liberar su mundo. Poco después viajó a Oa donde fue instruido por Kilowog en el mismo grupo de reclutas que Hal Jordan. Ch'p se convirtió en el Linterna Verde del sector 1014, y se hizo muy amigo de Jordan, Mogo, Salaak y otros miembros del Green Lantern Corps. Ch'p mantuvo una identidad secreta en H'lven hasta que se casó con su novia M'nn'e. Mientras no servía a los Guardianes en Oa, Ch'p defendió a H'lven de varias amenazas, muchas de ellas diseñadas por su antiguo némesis, el Doctor Ub'x.
La historia de Ch'p como Linterna Verde fue bastante típica hasta su participación en Crisis on Infinite Earths. Dado que la crisis había afectado a todo el universo, también era una Crisis en Infinite H'lvens, y cuando regresó a su hogar, descubrió que la historia había sido reescrita por lo que había muerto en un accidente 15 años antes. En la nueva línea de tiempo, su esposa M'nn'e se había vuelto a casar con su mejor amigo, D'll. Aturdido y desanimado, Ch'p abandonó H'lven por la Tierra, donde sirvió con el equipo de Linternas Verdes que fueron asignados para salvaguardar el planeta. A diferencia del resto del universo, los miembros del Cuerpo pudieron recordar eventos anteriores a la Crisis. Por lo tanto, fueron las únicas personas que recordaron al Linterna Verde de H'lven. Durante este período, Ch'p una vez más luchó contra el Doctor Ub'x, la única otra persona de H'lven que recordaba la línea de tiempo anterior a la Crisis.
Las experiencias de Ch'p en la Tierra fueron principalmente negativas, como cuando se dio cuenta con sorpresa de que sus contrapartes terrestres eran animales no inteligentes, por lo que finalmente regresó a H'lven para comenzar de nuevo. Cuando la batería de energía de Oa fue destruida tras la ejecución de Sinestro, el anillo de Ch'p fue uno de los pocos que aún funcionaba. La tensión de vivir en un mundo donde nadie lo recordaba lo llevó a la depresión y a un intento de suicidio que fue detenido por su compañero Linterna Verde, Salaak, quien se convirtió en el consejero y amigo de Ch'p en H'lven. Los dos amigos luego viajaron a Oa para participar en la reconstrucción del Green Lantern Corps. Ch'p fue asignado para patrullar Oa, específicamente la ciudad improvisada llamada Mundo Mosaico. Allí, se une a John Stewart, quien está bajo la sutil influencia de Sinestro. Un camión con remolque amarillo golpea y mata a Ch'p. Una imagen del difunto Ch'p se le aparece ocasionalmente al Linterna Verde John Stewart, aunque la naturaleza exacta de la aparición nunca se explicó por completo. Cuando se volvió a fundar el Cuerpo tras la derrota de Parallax, otro nativo de H'lven, B'dg, fue seleccionado como el nuevo Linterna Verde del Sector 1014.
Ch'p ha aparecido de muchas formas desde su muerte. Se le muestra en una pintura de Alex Ross del Green Lantern Corps; y en una de las últimas historias de Kyle Rayner Green Lantern, donde Kyle visita su sector. En un número del cómic de DC 52, se muestra al personaje Ambush Bug disfrutando de un bocadillo llamado "Ch'ps" que aparentemente tiene cierta ardilla espacial como mascota. Ch'p también apareció en una historia de flashback en la serie actual de Green Lantern (# 31) entrenando en la misma clase que Hal Jordan.

### Blackest Night
Ch'p es uno de los muchos Lanterns caídos que se levantará de su tumba en Oa para convertirse en un Black Lantern. Es uno de los muchos Black Lanterns que comienzan una lucha contra los Green Lanterns vivos en Oa. El Ch'p reanimado es destruido por Guy Gardner con anillos de poder rojo y verde.

## Otras versiones
- En DC Super Friends # 14, se llama a Ch'p cuando Kanjar Ro inmoviliza a los Super Friends. Al darse cuenta de que solo los humanos se ven afectados por el efecto inmovilizador, John Stewart convoca a Ch'p a la Tierra. Green Lantern, parecido a una ardilla, luego lidera una versión de la Legión de Supermascotas (aunque se apresura a afirmar que él mismo no es una mascota) que incluye a Krypto, Streaky, Beppo, Ace el Bati-sabueso, un pulpo con superpoderes, y Jumpa, un canguro amazónico, en una misión para liberar al planeta del malvado complot de Kanjar Ro.[6]
- Ch'p también aparece en Tiny Titans #25.[7] También aparece en los primeros materiales promocionales de Tiny Titans #28 como miembro de Super Pets, pero el personaje fue reemplazado en el último minuto por su sucesor, B'dg.
- Aparece en el cómic de realidad alternativa JLA: Another Nail como miembro de la fuerza de ataque del Cuerpo que ataca a Apokolips.
- Aparece con otros miembros de Green Lantern Corps en el último número de Justice, respondiendo a una llamada de ayuda de Hal Jordan.
- Tiene un papel que no habla en un número de la versión de cómic de Batman: The Brave and the Bold, donde se lo representa usando su característico ataque de bellota.
- Una estatua de Ch'p se encuentra junto a las de otros Linternas Verdes prominentes en el planeta Oa del siglo 31 en la miniserie Final Crisis: Legion of 3 Worlds.[8]
- En el cómic del mundo alternativo Injustice: Gods Among Us, Ch'p es parte de un equipo de Green Lantern enviado para capturar a Supermán. Derrota a Supermán revolviendo las neuronas del Hombre de Acero, pero Sinestro mata a la ardilla Green Lantern antes de que pueda completar su misión.[9]

## En otros medios

### Televisión
- Ch'p aparece en el episodio de Duck Dodgers, "The Green Loontern", con efectos vocales parecidos a una ardilla realizados por Frank Welker.[10] Dodgers se refiere sarcásticamente a él como "Alvin".
- Ch'p hace un cameo en los episodios de Batman: The Brave and the Bold, "Day of the Dark Knight!", "The Eyes of Despero!", "Revenge of the Reach!" y dos partes de "Siege of Starro!".[11]
- Ch'p aparece en un papel que no habla en Linterna Verde: la serie animada. Un recluta de Green Lantern bajo la tutela de Kilowog, es la elección de Kilowog para entrenar con Hal Jordan como resultado de una apuesta entre los dos: si Hal puede vencer al mejor recluta de Kilowog, Kilowog acompañará a Hal en una misión. Ch'p le da una paliza contundente y cómica a Hal. Kilowog revela que planeaba ir de todos modos, pero que "solo quería ver a Hal pelear contra la ardilla". Más tarde ayuda a Hal a rescatar a Aya de los laboratorios de los Guardianes, donde está a punto de ser diseccionada. Deslizándose en el laboratorio mientras Hal distrae a Chaselon, Ch'p cambia el núcleo de memoria de Aya con el de su reemplazo, lo que le permite a Hal subirla a su nave, el "Interceptor".[12] En el momento de la Batalla de Ranx, a Ch'p se le otorgó un puesto de alto nivel en el Cuerpo. Es uno de los líderes de escuadrón consultados por Guy Gardner después del primer ataque a los Manhunters.[13] En el final de la serie, salva a Guy Gardner matando a un Manhunter, para sorpresa de Gardner. Ch'p no se menciona por su nombre en la serie, pero su sector de origen se identifica como 1014, lo que es consistente con los cómics.
- Ch'p aparece junto a varios otros Green Lanterns en el episodio de Mad, "Cuerpos tibios / ¿Alguien tiene que irse?", con la voz de Kevin Shinick. En la última parodia, los Lanterns aparecen en un reality show en el que deben decidir cuál de sus compañeros de equipo será despedido del Cuerpo. Eventualmente, los Lanterns lo reducen a Ch'p y Kilowog (quien se confunde al darse cuenta de que Ch'p es incluso un miembro del Cuerpo, asumiendo que simplemente tuvieron una infestación de roedores). Ch'p termina siendo el despedido, lo que le provoca un ataque de ira. Él dice por última vez "¡Nueces para ustedes! ¡Nueces para ustedes! ¡Nueces para todos ustedes!" antes de irse. Se revela que más tarde fue atropellado por un automóvil.

### Película
- Ch'p aparece en Green Lantern: First Flight, con la voz de David Lander.[14]
- Ch'p hace un cameo en Green Lantern: Emerald Knights. Se hace referencia a él en las líneas finales de la película, donde Hal Jordan menciona una misión anterior en la que su único respaldo era una ardilla.[15]
- Ch'p aparece como Chip en DC League of Super-Pets, con la voz de Diego Luna.[16][17] Esta versión es una ardilla roja de la Tierra que está expuesta a kryptonita naranja y gana electroquinesis. Después de unir fuerzas con Krypto y un grupo de animales de refugio que también fueron empoderados por kryptonita naranja para rescatar a la Liga de la Justicia, Jessica Cruz adopta a Chip y se convierte en miembro fundador de la Liga de Super-Mascotas.